# بخش هاپول (شهرستان مرسر، اوهایو)
بخش هاپول (به انگلیسی: Hopewell Township) یک منطقهٔ مسکونی در ایالات متحده آمریکا است که در شهرستان مرسر، اوهایو واقع شده‌است.
 بخش هاپول ۸۱٫۰ کیلومتر مربع مساحت و ۱٬۰۶۶ نفر جمعیت دارد و ۲۵۹ متر بالاتر از سطح دریا واقع شده‌است.